# France Kidrič
France Kidrič, slovenski literarni zgodovinar, prešernoslovec, teoretik in esejist, * 23. marec 1880, Ratanska vas pri Rogaški Slatini, † 11. april 1950, Ljubljana.

## Življenje
Kidrič se je rodil kot najstarejši izmed šestih otrok v Ratanski vasi pri Rogaški Slatini očetu Antonu in materi Mariji (roj. Bercko). Njegova rojstna hiša, skromna kmečka domačija, ki se ji je po domače reklo "Pavlirševo", danes ne stoji več. Osnovno šolo je obiskoval pri Svetem Križu v Rogaški Slatini, gimnazijo pa v Mariboru. Šolanje mu je omogočil Vinko Žurman, lastnik Knežca, kmetije pod Sveto Trojico (ki jo je kasneje zapustil prav Kidriču). Želja po znanju ga je vodila na Univerzo na Dunaju, kjer je študiral slavistiko in filozofijo. Študij je zaključil leta 1906 z doktoratom Revizija glagolskih cerkvenih knjig in se zaposlil kot bibliotekar v slavističnem seminarju. Leta 1908 je nastopil službo v Dvorni knjižnici. Med tamkajšnjim službovanjem se je ukvarjal z literarno zgodovino in leta 1919 habilitiral z razpravo o Trubarjevi Cerkovni ordnungi. Leta 1911 se je poročil z Jelico Krušičevo. V tem zakonu se je rodil slovenski politik Boris Kidrič. Do 1. svetovne vojne in med njo je Kidrič živel na Dunaju, žena s sinom pa na Knežcu. Leta 1920 se je tudi sam vrnil v Slovenijo, kjer je nastopil službo profesorja starejše slovenske književnosti na ljubljanski univerzi, leta 1925 pa je vpeljal še predavanja iz primerjalne književnosti. Trikrat je bil dekan Filozofske fakultete, leta 1923/24 peti rektor ljubljanske univerze, leta 1921 je bil med ustanovitelji Znanstvenega društva za humanistične vede v Ljubljani, 1938 pa med ustanovitelji Akademije znanosti in umetnosti. 
Med drugo svetovno vojno je bil med organizatorji OF na Univerzi, zato je večino časa preživel v zaporih in v internaciji. Nekaj več kot 9 hektarjev veliko Francetovo kmetijsko zemljišče je lokalna okupatorjeva oblast (natančneje slatinski gestapovski center) v Rogaški Slatini leta 1941 zaplenila in odvzela v korist utrjevanja spodnještajerskega nemštva.
Šele po vojni se je vrnil v Ljubljano in le malo zatem, ko je njegov sin Boris Kidrič prevzel vodstvo slovenske vlade, postal predsednik SAZU (1945–1950; z nazivom "prezident", ko se je ta zgledovala po sovjetskih vzorih organiziranja). Leta 1948 je zaradi bolezni zaključil s predavanji in prevzel funkcijo upravnika literarnega inštituta na SAZU, ki ga je ustanovil 1947 pod imenom Inštitut za literature (zdaj je to Inštitut za slovensko literaturo in literarne vede ZRC SAZU), z nazivom višji znanstveni svetnik.
Kidrič je prvi slovenski prešernoslovec, sodi pa tudi med utemeljitelje znanstvene literarne zgodovine na Slovenskem, idejno in metodološko je vplival na celo generacijo učencev in naslednikov, t. i. Kidričeva šola. Njegovo znanstveno delo obsega okoli 400 člankov; preučeval je predvsem starejšo slovensko književnost in pesništvo Franceta Prešerna in Stanka Vraza. Leta 1950 je prejel Prešernovo nagrado.

## Izbrana dela
- Revizija glagolskih cerkvenih knjig (1906)
- Die protestanische Kirchenordnung der Slovenen im 16. Jahrhundert (1919) (COBISS)
- Zgodovina slovenskega slovstva od začetkov do Zoisove smrti (1938) (COBISS)
- Bibliografski uvod v zgodovino reformacijske književnosti (1927) (COBISS)
- Zgodovina slovenskega slovstva I–V (1929–38) (COBISS)
- Dobrovský in slovenski preporod njegove dobe (1930)(COBISS)
- Korespondenca Janeza Nepomuka Primca (1934) (COBISS)
- Prešeren I. Pesnitve – pisma (1936) (COBISS)
- Prešeren 1800–1838. Življenje pesnika in pesmi (1938) (COBISS)
- Zoisova korespondenca I–II (1939–1941) (COBISS)
- Korytkova smrt in ostalina (1947) (COBISS)
- Prešernov album (1950), dokončala A. Gspan in M. Rupel, ponatis 1980 (COBISS)
- Darko Dolinar, ur. Izbrani spisi I–III (COBISS)